# Црквена историја енглеског народа
Historia ecclesiastica gentis Anglorum или Црквена историја енглеског народа је дело Беде Поштованог о историји Британских острва у раном средњем веку. 

## Дело
Historia ecclesiastica gentis Anglorum садржи пет књига. У њој је једноставно, на јасном латинском језику, представљена црквена, али и политичка и друштвена историја Британије од Цезарових времена до 731. године. Прва књига Historia ecclesiastica gentis Anglorum почиње посветом нортамбријском краљу Кеолвулфу, а затим прелази на опис земље и њених становника. Излагање политичких догађаја почиње од Цезаровог времена, односно од 693. године након оснивања Рима (дакле 60. година п. н. е.). Након описивања Цезарових похода на Британију, Беда одмах прелази на Клаудијево освајање Британије. 
Друга књига почиње некрологом папи Гргуру Великом. Завршава се битком код Хетфилда из 633. године. Описује период од 633. до 664. године. Следећа књига описује период од 644. године тј. од доласка Теодора из Тарса на место Кентерберијског архиепископа, а завршава се чудима св. Катберта 698. године. Пета књига се завршава прегледом савременог стања британске цркве (725-731) и краћом Бедином аутобиографијом. 